# Artabotrys oliganthus
Artabotrys oliganthus este o specie de plante angiosperme din genul Artabotrys, familia Annonaceae, descrisă de Adolf Engler și Friedrich Ludwig Diels. Conform Catalogue of Life specia Artabotrys oliganthus nu are subspecii cunoscute.